# قاعدة بيانات برودواي على الإنترنت
قاعدة بيانات برودواي على الإنترنت (بالإنجليزية: Internet Broadway Database)‏ وهي قاعدة البيانات الخاصة بمسرح برودواي وإنتاجاته والعاملين فيه. يُدير الموقع قِسم الأبحاث في رابطة برودواي، وهي رابطة للمجتمع المسرحي التجاري في شمال أمريكا.

## وصلات خارجية
- الموقع الرسمي
- موقع رابطة برودواي الرسمي